# Nord du Mato Grosso

Étendue de la région du nord du Mato Grosso.

Le nord du Mato Grosso est l'une des 5 mésorégions de l'État du Mato Grosso. Elle regroupe 55 municipalités groupées en 8 microrégions.

## Données
La région compte 1 007 711 habitants pour 482 749 km².

## Microrégions
La mésorégion du nord du Mato Grosso est subdivisée en 8 microrégions:
- Alta Floresta
- Alto Teles Pires
- Arinos
- Aripuanã
- Colíder
- Paranatinga
- Parecis
- Sinop